# Tsentràlnoie (Bélgorod)
|  | Per a altres significats, vegeu «Tsentràlnoie». |

Tsentràlnoie - Центральное (rus) - és un poble de l'óblast de Bélgorod, a Rússia. El 2021 tenia 678 habitants. Pertany al districte (raion) de Rakítnoie.